# Eurygryllodes maiartios
Eurygryllodes maiartios är en insektsart som beskrevs av Otte, D. och R.D. Alexander 1983. Eurygryllodes maiartios ingår i släktet Eurygryllodes och familjen syrsor. Inga underarter finns listade i Catalogue of Life.